# Oxythyrea pantherina
Oxythyrea pantherina är en skalbaggsart som beskrevs av Hippolyte Louis Gory och Achille Rémy Percheron 1833. Oxythyrea pantherina ingår i släktet Oxythyrea och familjen Cetoniidae. Inga underarter finns listade i Catalogue of Life.

## Bildgalleri

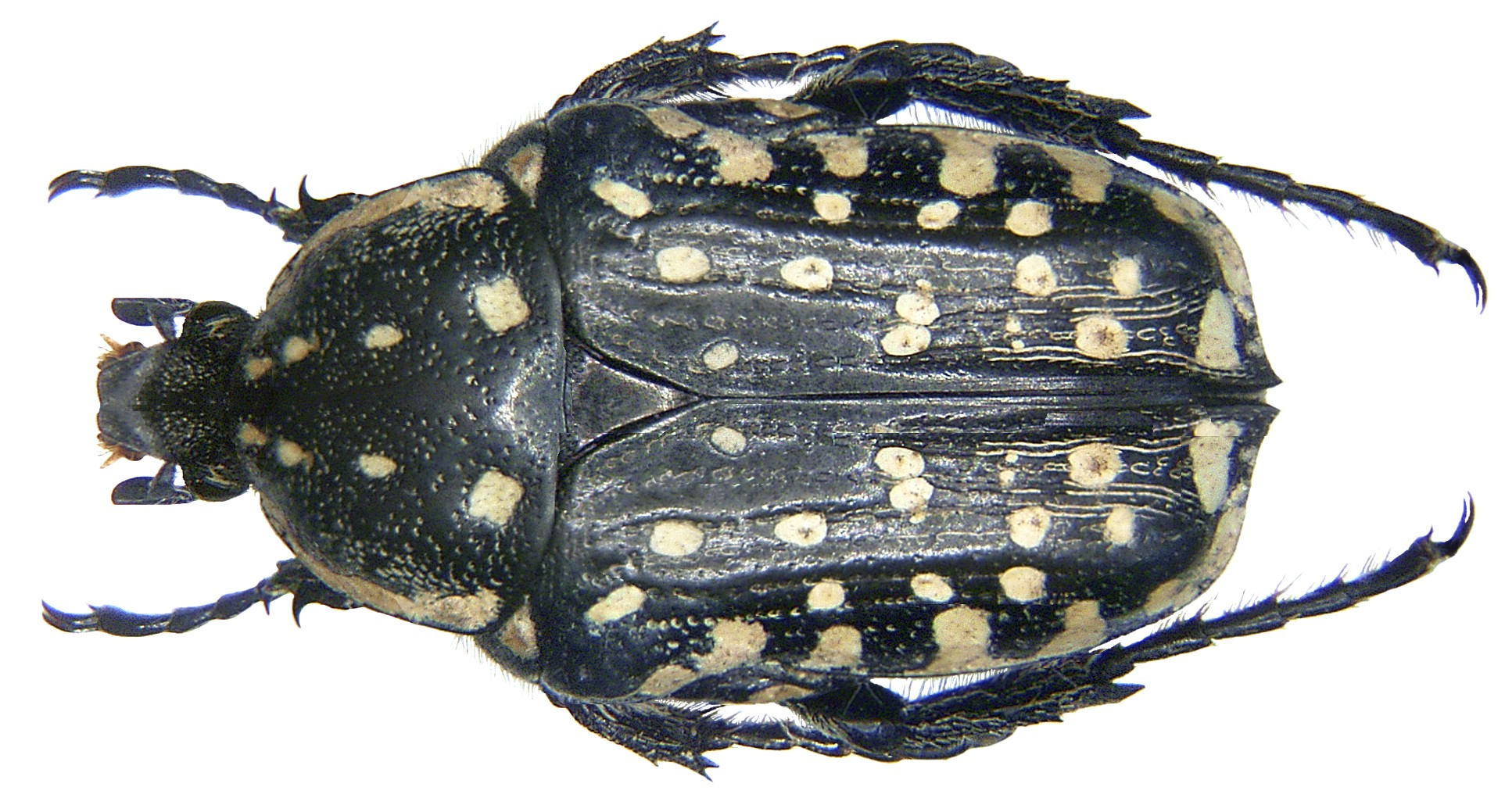